# 6457 Kremsmünster
6457 Kremsmünster là một tiểu hành tinh vành đai chính được phát hiện bởi the German astronomers Freimut Börngen và Lutz D. Schmadel ngày 2 tháng 9 năm 1992.
Nó được đặt theo tên của Kremsmünster Abbey  ở Áo.